# Tatras Orientales
Tatras Orientales son parte de los Montes Tatras, que incluyen los Altos Tatras y los Tatras Belianske. 
El Gerlachovský štít es su punto culminante.